# Berkelbach
Der Berkelbach ist ein 1,9 km langer, orografisch linker Nebenfluss der Ruhr im nordrhein-westfälischen Winterberg, Deutschland.

## Geographie
Der Berkelbach entspringt etwa 1,3 km nördlich von Winterberg an der Ostflanke des südlichen Gipfels des Vorderen Kuhlenbergs auf einer Höhe von 690 m ü. NHN. Der Bach fließt in überwiegend nördliche Richtungen durch ein unbewohntes Tal, nur begleitet von einem Wirtschaftsweg auf der rechten Bachseite. Nach etwa der Hälfte seines Weges wird der Berkelbach durch einen Teich aufgestaut. Nach einer Flussstrecke von 1,9 km mündet der Bach auf 607 m ü. NHN linksseitig in die Ruhr. Die Mündung liegt etwa 2,7 km nördlich von Winterberg.
Bei einem Höhenunterschied von 83 m beträgt das mittlere Sohlgefälle 43,7 ‰. Das 1,446 km² große Einzugsgebiet wird über Ruhr und Rhein zur Nordsee hin entwässert.